# Arvin Mobile Home Estates
Arvin Mobile Home Estates es un área no incorporada ubicada en el condado de Kern en el estado estadounidense de California.

## Geografía
Arvin Mobile Home Estates se encuentra ubicada en las coordenadas 35°12′48″N 118°49′31″O / 35.21333, -118.82528.